# Zgromadzenie Narodowe (Mauretania)
Zgromadzenie Narodowe – izba niższa parlamentu Mauretanii, złożona z 95 członków wybieranych na pięcioletnią kadencję. Istnieje 45 regionalnych okręgów wyborczych o różnej liczbie mandatów, w których łącznie wybieranych jest 81 deputowanych. 14 członków Zgromadzenia pochodzi z okręgu ogólnokrajowego.
W okręgach jednomandatowych obowiązuje ordynacja większościowa. W okręgach dwumandatowych partie polityczne wystawiają pary kandydatów (muszą to być osoby różnych płci), na których wyborcy głosują łącznie. Mandaty uzyskuje oboje kandydatów ze zwycięskiej listy. W okręgach, do których przypisane są trzy mandaty lub więcej, stosuje się ordynację proporcjonalną. Obowiązuje parytet płci na listach wyborczych - kobiety i mężczyźni muszą na nich figurować naprzemiennie.
Czynne prawo wyborcze przysługuje obywatelom Mauretanii w wieku co najmniej 18 lat, zamieszkującym od co najmniej sześciu miesięcy na terenie okręgu, w którym zamierzają głosować. Kandydaci muszą mieć ukończone 25 lat. Obywatele naturalizowani mogą kandydować dopiero po upływie dziesięciu lat od swojej naturalizacji. 